# Pasar Paloh
Pasar Paloh is een bestuurslaag in het regentschap Pidie van de provincie Atjeh, Indonesië. Pasar Paloh telt 853 inwoners (volkstelling 2010).